# 八木真澄
八木 真澄（やぎ ますみ、1974年（昭和49年）8月4日 - ）は、日本のお笑いタレント、ファイナンシャルプランナー、俳優。京都府綴喜郡井手町出身。吉本興業所属。お笑いコンビ・サバンナのツッコミ（たまにボケ）担当。相方は高橋茂雄。なかやまきんに君とのコンビ・ザ☆健康ボーイズとしても活動している。アイドルグループ・吉本坂46の元メンバーでもある。
立命館中学校・高等学校・立命館大学産業社会学部卒業。

## 略歴
1994年4月、柔道部の後輩だった高橋と現在のコンビを結成。翌年、NSCには通わずプロの芸人としてデビューした。コンビ結成の際には高校のクラスメイトで、現在ロボットクリエーターの高橋智隆も誘っていたが断られた。
高校時代は柔道部のキャプテンで黒帯だった。柔道では食べていけないことで柔道家への道は諦め、税理士を目指し勉強していたが、お笑いの道を選んだ。
2012年3月14日、結婚を報告。

## 人物

### 趣味・特技
- 柔道二段、極真空手初段。
- 1級ファイナンシャル・プランニング技能士[4][5]。
- 一種外務員資格[6]。
- 所持するiPodには宇多田ヒカルの曲ばかり入っていると自負するほどのファン[7]。
- 相撲好きで、貴ノ浪のサインが宝物（好角家）[8]。
- 相方・高橋曰く宇宙や税金の話をよくするらしい[9]。
- 読売ジャイアンツファン[要出典]。

### 愛車
- 移動は愛車の原付Dioで、どこにも乗り回している。井岡弘樹のステッカーを貼って走ったこともあった[10]。

### 家族
- 息子と、2歳差の娘がいる。長男が「はるま」、長女が「あおい」[2]。
- 実父は新幹線の運転士として働いていた。ひかりなどを運転していたが、「のぞみが増えた時にシステムが難しく、お父さんはもう諦めたらしい」と明かしている[2]。実母はかつて幼稚園の園長を務めていた[2]。家族全員が一発ギャグを好きだという[2]。
- 実家では「マカオ」と「ウィン」と名付けた2頭の犬を飼育している[11] 。
- 妻の名は「まり」。大丸心斎橋店5階のネクタイ売り場で勤務中に八木が訪れ、交際が始まった。結婚後は東京と大阪にマンションを借り、妻は大阪に住んでいる。その家にも『今ちゃんの「実は…」』のロケで千鳥が訪れており、夫が急に千鳥を連れ帰ったら妻はどう応対するのかという企画だったが妻には何もないと言われ、結局八木がコンビニへ行くことになった[12]。2025年1月、行政書士試験に合格する[13]。
- 2023年1月、大阪に建坪14坪、延べ床面積122平米の4LDK、狭小3階建て建売り住宅を購入、自身は東京にて単身赴任の生活をしている。頭金はほぼなしで、自身が80歳になるまでの32年ローンで購入した[14][15]。

## 芸風
- 鍛え上げた肉体美を自慢とし、それに関する一発ギャグを多数持っている。

八木本人が選ぶ自身のギャグBest5
1位…感性のまま動く
2位…スプーン
3位…5秒無駄使い
4位…エンジョイ
5位…こんなでっかい蚊にさされたらかゆいで
- 有酸素運動マンというキャラがある。マラソンランナーに扮して、スポーツ（主にマラソン）に関する一発ギャグを披露する。『新喜劇ボンバー!!』においてキャプテン☆ボンバー（なかやまきんに君）と、マッチョキャラ同士の筋肉トレーニングに関するクイズをお互い出し合うという掛け合いを演じた。この掛け合いを発展させたのがザ☆健康ボーイズに繋がる。

## エピソード
- 大学時代から毎日日記を書き綴っている。他にはオリジナル詩集やオリジナル小説、ファッションチェックノートなど、謎のノートが数多く保存されている[17]。その中には『ぼくの怪獣大百科』（扶桑社）での怪獣のテーマソングを自ら作詞・作曲したノートがある[18]。2009年からはブログ上でケータイ小説をほぼ毎日公開していた。2019年11月より不定期掲載になる旨が告知されるも、現在も完結しておらず3753話を数える超大作になっている。また1日の食事、トレーニングの内容は13歳よりノートに記録し続けており、2019年現在70冊に達する。
- 自宅に度々イタズラ電話が掛かってきた時、高橋から「次に掛かってきたらキレてみろ」とアドバイスされて実際に「何でイタズラ電話なんて掛けてくんねん! アカンやろ!」とキレるも、最後に「ほなねー」と電話を切った[19]。
- 過去に打撃抜きのグラップリングルールではあるが、アキ（水玉れっぷう隊）に二度勝利した（やりすぎ格闘王では同ルールでアキに敗退）。
- FUJIWARAと2丁拳銃がMCを務めた『吉本超合金』では、ドッキリ企画でプライベート中だった八木のDioと本人諸共ドレッシングまみれにされた。
- 有酸素運動マンに扮しつつ、レゲエDJとして曲を作った[20]。
- 2011年11月16日放送『今ちゃんの「実は…」』のコーナーで千鳥が八木の実家に訪問した際、兄から「『ブラジルの人～』のギャグは自分が小学校時代に考えたもの」「『パナキ』も自分が発案した。『パナキ』は同級生の花木くんのあだ名」と暴露されていた。その場には花木くん本人も居合わせていた。なお、兄も八木と同様に『パナキ』の達人であった[21]。
- 2014年5月5日に園田競馬場の営業のオファーを受け、ゆるキャラ・ちっちゃいおっさんの愛犬という設定のパグ・八木と漫才を演じた[22]。
- 吉本坂46の活動には総じて真摯に取り組んでおり、自身のYouTubeチャンネル（2016年11月5日開設）では頻繁に活動内容・分析や他メンバーも出演したりする撮影動画を投稿している。
- 特徴的な「赤いサンバイザー」で、プライベートを大阪府内で多数目撃されている掟ポルシェと同時期から「赤いサンバイザー」を着用している。

## 出演
コンビでの出演はサバンナを参照。

### テレビバラエティ
- とびっきり!しずおか土曜版（静岡朝日テレビ）- 「サタさんぽ」 VTRとして出演
- ちょい足し（2021年6月5日 - 、CBC） - 「ちょい足し旅」 不定期

### テレビアニメ
- 名探偵コナン（2007年、読売テレビ） - マスコットキャラ 役

### 劇場アニメ
- 映画ドラえもん のび太の南極カチコチ大冒険（2017年3月4日、東宝） - オクトゴン 役

### テレビドラマ
- ひみつ×戦士 ファントミラージュ! 第9話（2019年6月2日、テレビ東京） - カニー皿池 役

### 舞台
- ナイスコンプレックス N26『ゲズントハイト〜お元気で〜』（2016年10月、東京芸術劇場シアターイースト） - 主演・大村直人 役[23]

### CM
- ビッグステップ - 警備員 役
- ハウスフリーダム - ミニ犬井ヒロシ 役
- ECC予備校 - 講師 役

### ラジオ番組
- 内山絵理加のふくわうち（2020年4月 - 2023年3月31日、SBSラジオ）- 火曜パーソナリティ

## 作品

### シングル
吉本坂46
- 抱いてみるかい?（2018年12月26日、SRCL-11046） - EAN 4547366384857（「ビター&スイート」名義）
- 現在地（2019年5月8日、SRCL-11152） - EAN 4547366399622（「スイートMONSTER」名義）

### 書籍
- 年収300万円で心の大富豪（2024年6月20日、KADOKAWA）